# SIMPURE L1
SIMPURE L1（シンピュア・エルワン）は、韓国の大手電機メーカー、LG電子によって開発された、NTTドコモの第三世代携帯電話 (FOMA) 端末製品 FOMA L601i（フォーマ・エル ろく まる いち アイ）のブランド名である。

## 概要
| 主な対応サービス       | 主な対応サービス    | 主な対応サービス       | 主な対応サービス                       |
| ---------------------- | ------------------- | ---------------------- | -------------------------------------- |
| DCMX／おサイフケータイ | うた・ホーダイ      | 着うたフル／着うた     | ミュージックプレーヤー／ビデオクリップ |
| 直感ゲーム／2in1       | Music&Videoチャネル | 3Gローミング           | プッシュトーク                         |
| FOMAハイスピード       | GPS                 | デコメール／デコ絵文字 | iチャネル                              |
| 着もじ                 | ケータイお探し      | 電話帳お預かりサービス | フルブラウザ                           |
| おまかせロック         | 外部メモリー        | トルカ                 | iC通信                                 |
| きせかえツール         | エリアメール        | バイオ認証             | バーコードリーダ                       |

前任機種・"SIMPURE L"ことL600iの後継機として導入された。『海外旅行にも使える、手軽な廉価機種』のコンセプトとはL600iから変化がなかったが、外形は奥行き (厚さ) が圧縮され、GSM受信用に露出していたアンテナが内蔵式に、さらに外部メモリと音楽再生機能も省略されるなど、多くの機構面の改変が行われている。

## 歴史
- 2006年10月12日: D903i・D903iTV・F903i・F903iX HIGH-SPEED・N903i・N902iL・P903i・P903iTV・P903iX HIGH-SPEED・SH903i・SH903iTV・SO903i・SIMPURE L1・SIMPURE N1の開発が発表。
- 2006年11月17日:発売